# Донадьё
Донадьё (лат. Donadeus, фр. Donadieu; умер не ранее 788) — епископ Гапа (упоминается в 788 году).

## Биография
Управление Донадьё кафедрой Гапа пришлось на время, очень скудно освещённое в современных ему исторических источниках. Главная причина этого — уничтожение большей части документов в ходе неоднократных разорений земель Прованса, осуществлённых испанскими маврами в VIII — первой трети X веков. Предыдущим главой Гапской епархии, упоминаемым в исторических источниках, был епископ Симфориан, живший в первой половине VIII века. Предполагается, что между ним и Донадьё епархией управляли ещё несколько епископов, сведения о которых не сохранились.
Дата рукоположения Донадьё в епископский сан неизвестна. Единственный документ, в котором называется его имя — акты Нарбонского собора, состоявшегося 27 июня 788 года. На этом собрании епископы Нарбонской и Арльской митрополий во главе со своими митрополитами, Даниэлем и Элифантом, осудили как еретические адопцианские воззрения архиепископа Толедо Элипанда и епископа Уржеля Феликса.
Дата смерти Донадьё неизвестна. Следующим главой епархии Гапа, упоминаемым в исторических источниках, был Бирикон, впервые названный епископом в 876 году.